# Волков, Михаил Карпович
Михаил Карпович Волков (1922—2007) — старший сержант Рабоче-крестьянской Красной Армии, участник Великой Отечественной войны, Герой Советского Союза (1945).

## Биография
Михаил Волков родился 19 февраля 1922 года в посёлке Серебрянка (ныне — в черте Смоленска) в рабочей семье. Окончил семь классов школы, учился на шофёрских курсах. В 1940 году Волков был призван на службу в Рабоче-крестьянскую Красную Армию. В 1941 году он окончил школу младших командиров. С начала Великой Отечественной войны — на её фронтах. Принимал участие в боях на Западном и 1-м Украинском фронтах. Участвовал в Курской битве. К сентябрю 1944 года старший сержант Михаил Волков был механиком-водителем танка 100-й танковой бригады 31-го танкового корпуса 1-го Украинского фронта. Отличился во время освобождения Польши.
17 сентября 1944 года на большой скорости Волков проскочил охраняемый мост на реке Вислок в районе населённого пункта Беско в 18 километрах юго-восточнее города Кросно и уничтожил гусеницами своего танка артиллерийскую батарею и штурмовое орудие. Когда танк был подбит, Волков на себе вынес своего командира, сохранив ему жизнь.
Указом Президиума Верховного Совета СССР от 10 апреля 1945 года за «образцовое выполнение боевых заданий командования и проявленные при этом геройство и мужество» старший сержант Михаил Волков был удостоен высокого звания Героя Советского Союза с вручением ордена Ленина и медали «Золотая Звезда» за номером 7984.
После окончания войны Волков был демобилизован. Проживал в Киеве, работал в сфере автотранспорта. Умер 21 сентября 2007 года, похоронен на Лесном кладбище Киева.
Отец депутата Верховной Рады Украины Александра Волкова.

## Награды
- Медаль «Золотая Звезда» Героя Советского Союза;
- орден Ленина;
- три ордена Отечественной войны 1-й степени;
- орден Отечественной войны 2-й степени;
- медали[1].